# Copa Oswaldo Cruz 1950
Copa Oswaldo Cruz 1950 - turniej towarzyski o Puchar Oswaldo Cruz między reprezentacjami Paragwaju i Brazylii rozegrano po raz pierwszy w 1950 roku.

## Mecze
| 7 maja Rio de Janeiro |  | Brazylia | 2 | - | 0 | Paragwaj |

| 13 maja São Paulo |  | Brazylia | 3 | - | 3 | Paragwaj |

## Końcowa tabela
| M | Reprezentacja | L.m. | Zw. | Rem. | Por. | Bramki | R.br. | Pkt |
| 1 | Brazylia      | 2    | 1   | 1    | 0    | 5:3    | +2    | 3   |
| 2 | Paragwaj      | 2    | 0   | 1    | 1    | 3:5    | -2    | 1   |

Triumfatorem turnieju Copa Oswaldo Cruz 1950 został zespół Brazylii.
Następny turniej Copa Oswaldo Cruz 1955.